# Hackthorpe
Hackthorpe – osada w Anglii, w Kumbrii, w dystrykcie (unitary authority) Westmorland and Furness. Leży 36 km na południowy wschód od miasta Carlisle i 385 km na północny zachód od Londynu. W latach 1870–1872 osada liczyła 110 mieszkańców.